# M.U.L.E.
M.U.L.E. és un videojoc multijugador de 1983 escrit per a la família d'ordinadors domèstics Atari de 8 bits per Ozark Softscape. La dissenyadora Danielle Bunten Berry (acreditada com a Dan Bunten) va aprofitar els quatre ports de joystick de l'Atari 400 i 800 per permetre el joc simultània de quatre jugadors. M.U.L.E. va ser un dels cinc primers jocs publicats el 1983 per la nova companyia Electronic Arts, juntament amb Axis Assassin, Archon: The Light and the Dark, Worms?, i Hard Hat Mack. Principalment un joc d'estratègia per torns, incorpora elements en temps real on els jugadors competeixen directament, així com aspectes que simulen l'economia.
El joc es va portar a Commodore 64, Nintendo Entertainment System i IBM PC (com a disc d'arrencada automàtica). Japanese versions also exist for the PC-88, També existeixen versions japoneses per als ordinadors PC-88,[5] Sharp X1, i MSX2. Com els models posteriors de la família Atari de 8 bits, cap d'aquests sistemes permet quatre jugadors amb joysticks separats. La versió Commodore 64 permet que quatre jugadors comparteixin joysticks, amb dos jugadors utilitzant el teclat durant les parts d'acció.